# Kombinirano zdravilo
Kombinirano zdravilo ali zdravilo s kombinacijo določenih odmerkov (angl. fixed-dose combination) je zdravilo, ki vsebuje dve ali več učinkovin običajno z različnim farmakološkim načinom delovanja, združene v enoodmerni farmacevtski obliki (običajno tableti), s čimer se izboljša zdravljenje. Kombinirana zdravila so pogosta pri zdravljenju povišanega krvnega tlaka, sladkorne bolezni, okužbe z virusom HIV in jetike (tuberkuloze).

## Prednosti
Prednosti kombiniranih zdravil so na splošno dveh skupin: prednosti zaradi same kombinacije učinkovin ter znižanje števila zdravil, ki jih bolnik jemlje. Ena od prednosti kombiniranih zdravil je zmanjšanje števila zdravniških receptov in s tem znižanje administrativnih stroškov. Kombinacija več učinkovin lahko zmanjša neželene učinke, ki jih sicer izkazuje posamezna učinkovina; to se lahko doseže z izničenjem neželenih učinkov zaradi nasprotujoče si delovanja dveh učinkovin (npr. kombinacija tiazidnega diuretika in zaviralca angiotenzin-konvertaze pri zdravljenju povišanega krvnega tlaka; prvi izkazuje kot neželeni učinek hipokaliemijo, medtem ko drugi nasprotuje temu neželenemu učinku z blagim hiperkaliemičnim učinkom). Pri zdravljenju okužb je namen zdravljenja z več učinkovinami zlasti preprečevanje pojava odpornosti povzročitelja proti zdravilu; z uporabo več učinkovin se zmanjša tveganje za pojav odpornosti. Študije tudi kažejo, da se s poenostavitvijo režima zdravljenja poveča tudi bolnikova vodljivost (upoštevanje natančnega jemanja zdravila), kar ima prav tako velik pomen pri preprečevanju pojava odpornih sevov mikrobov pri okužbah.

## Primeri kombiniranih zdravil
V spodnji preglednici je navedenih nekaj primerov kombiniranih zdravil po indikacijah:
| Skupina zdravil            | Kombinirano zdravilo                                 |
| -------------------------- | ---------------------------------------------------- |
| Antihipertenzivi           | enalapril/hidroklorotiazid lozartan/hidroklorotiazid |
| Protiretrovirusna zdravila | zidovudin/lamivudin ritonavir/lopinavir              |
| Nesteroidni antirevmatiki  | diklofenak/mizoprostol                               |
| Analgetiki                 | hidrokodon/ibuprofen                                 |